# تيرانس كامبل
تيرانس كامبل (بالإنجليزية: Terrance Campbell)‏ مواليد 23 يناير 1988 في فينيكس، هو لاعب كرة سلة أمريكي. بدأ مسيرته الاحترافية في سنة 2010. يحمل الرقم 44. يبلغ طوله 5 قدم 9 بوصة (1.8 م).

## المسيرة الاحترافية
لعب مع ملبورن يونايتد في الدوري الأسترالي في سنة 2010، ثم لعب مع كانتون شارج في موسم 2011–2012، ثم لعب مع جاي دي أيه ديجون في الدوري الفرنسي من سنة 2012 إلى 2014، ثم لعب مع جاي إس إف نانتير من سنة 2014 إلى 2016.

## روابط خارجية
- تيرانس كامبل على موقع الاتحاد الدولي لكرة السلة (الإنجليزية)
- تيرانس كامبل على موقع الدوري الإسباني لكرة السلة (الإسبانية)
- تيرانس كامبل على موقع كرة السلة الأوروبية.كوم (الإنجليزية)
- تيرانس كامبل على موقع كلية كرة السلة في سبورتس رفرنس.كوم (الإنجليزية)
- تيرانس كامبل على موقع ريلجم (الإنجليزية)
- تيرانس كامبل على موقع بروبوليرز (الإنجليزية)
- تيرانس كامبل على موقع سبورتس رفرنس (الإنجليزية)
- تيرانس كامبل على موقع سبورتس رفرنس (الإنجليزية)